# Louise Closser Hale
Louise Closser Hale (Chicago, 13 ottobre 1872 – Los Angeles, 26 luglio 1933) è stata un'attrice statunitense.

## Filmografia parziale
- The Hole in the Wall, regia di Robert Florey (1929)
- Quando l'amore parla (The Princess and the Plumber), regia di Alexander Korda e John G. Blystone (1930)
- Rebound, regia di Edward H. Griffith (1931)
- La donna di platino (Platinum Blonde), regia di Frank Capra (1931)
- Papà Gambalunga (Daddy Long Legs), regia di Alfred Santell (1931)
- Shanghai Express, regia di Josef von Sternberg (1932)
- Vendetta gialla (The Son-Daughter), regia di Clarence Brown e, non accreditato, Robert Z. Leonard (1932)
- Another Language, regia di Edward H. Griffith (1933)
- Pranzo alle otto (Dinner at Eight), regia di George Cukor (1933)
- Rivalità eroica (Today We Live), regia di Howard Hawks e Richard Rosson (1933)